# Lispe flavinervis
Lispe flavinervis este o specie de muște din genul Lispe, familia Muscidae. A fost descrisă pentru prima dată de Becker în anul 1904. Conform Catalogue of Life specia Lispe flavinervis nu are subspecii cunoscute.